# Hebeloma sinapizans
Hebeloma sinapizans (Fr.) Sacc., Sylloge fungorum omnium husque cognitorum (Abellini) 5: 799 (1887).
L'Hebeloma sinapizans è una specie appartenente alla famiglia delle Bolbitiaceae non molto semplice da determinare in quanto confondibile con altre specie congeneri ed alcuni Cortinarius.

Un sistema per determinarlo con certezza quasi assoluta consiste nel sezionarlo longitudinalmente: in coincidenza dell'attaccatura del gambo all'imenio è ben visibile una sorta di "linguetta" a forma di triangolo isoscele rovesciato; trattasi di un prolungamento della carne del cappello che può essere facilmente asportata facendo leva con un coltello.

## Descrizione della specie

### Cappello
Ampio fino a circa 12 cm, dapprima emisferico, poi convesso, spesso presenta umbone ottuso; di colore giallastro o giallo ruggine, a volte bianco-sporco; margine leggermente involuto.

### Lamelle
Piuttosto fitte, adnate; di colore nocciola che diventano ocracee col tempo per via della sporata.

### Gambo
Fino a 10-12 x 3 cm; di colore bianco oppure bianco-sporco; raramente presenta deboli tracce di velo a metà altezza.

### Carne
Soda, bianco-sporca.
- Odore: rafanoide, piuttosto forte.
- Sapore: sgradevole, molto amaro.

### Microscopia
Spore10-12 x 6-7 µm, amigdaliformi, verrucose, a parete spessa, spesso guttulate, ocra in massa
Cheilocistidi35-50 x 7-10 µm,      cilindrici, spesso ingrossati alla base

## Habitat
Tarda estate, autunno. Nei boschi umidi di latifoglie oppure di conifere.

## Commestibilità
Velenoso.

Provoca diarrea e vomito persistenti.

## Etimologia
Dal latino sinapizans = "di senape", per via del colore.

## Specie simili
- Alcune specie del genere Cortinarius e svariate specie del genere Hebeloma.

## Sinonimi e binomi obsoleti
- Agaricus sinapizans Fr., Epicrisis Systematis Mycologici (Upsaliae): 180 (1838)
- Hypophyllum sinapizans Paulet, Traité sur les Champignons Comestibles (Paris): pl. 82 (1793)